# علم أصل المعادن

نسب العناصر في القشرة الأرضية

علم أصل المعادن (الميتالوجيني) هو دراسة تشكيل الرواسب المعدنية وتوزيعها الإقليمي و الدولي ، مع التركيز على علاقتها الزمانية والمكانية بالسمات الصخرية والتكتونية الإقليمية للقشرة الأرضية.
أنشأ "لويس دو لوني" هذا المصطلح وهو أستاذ في مدرسة العليا للمناجم بباريس ، في كتابه 1913.